# Nils Bohlin

Dreipunktgurt

Nils Ivar Bohlin (* 17. Juli 1920 in Härnösand; † 26. September 2002 in Ramfall, Gemeinde Ydre) war ein schwedischer Flugingenieur und Erfinder des Dreipunkt-Sicherheitsgurtes.

## Leben
Nils Bohlin, der 1939 im Bereich Maschinenbau seinen Abschluss an der Oberschule Härnösand gemacht hatte, war seit 1942 in der Flugzeugabteilung von Saab beschäftigt, wo er an der Entwicklung von Schleudersitzen für Überschallflugzeuge mitarbeitete. 1958 wurde er vom Automobilhersteller Volvo angeworben. Der damalige Volvo-Chef Gunnar Engellau plante seinerzeit den Einstieg seines Unternehmens auf dem US-amerikanischen Markt und wollte dabei die Sicherheit der Autos zu einem Hauptargument machen. Engellau stellte Bohlin an, weil er große Ähnlichkeiten zwischen verunglückenden Autofahrern und einem Schleudersitz sah. Bohlin wurde zum ersten Sicherheitsingenieur bei Volvo.
Bei seiner Arbeit erkannte Nils Bohlin die außerordentlichen Kräfte, denen der menschliche Körper bei einem Verkehrsunfall mit höherer Geschwindigkeit ausgesetzt ist. Gleichzeitig wurde ihm auch bewusst, dass die bisherigen Sicherheitsgurte in ihrer Wirkung begrenzt und darüber hinaus unkomfortabel und unpraktisch waren. Nach einem Jahr Entwicklungsarbeit konnte Bohlin sein Ergebnis präsentieren: einen Gurt, der von der B-Säule des Autos über das Becken des Fahrers zu einer Schnalle am Mitteltunnel des Autos geführt wird und von dort über Brust und Schulter zurück zur B-Säule. Volvo ließ sich die Entwicklung in den USA patentieren, und 1959 wurden der Volvo Amazon und der Volvo PV544 als erste Autos weltweit serienmäßig mit dem Dreipunkt-Sicherheitsgurt ausgestattet.
Für seine Erfindung, die heute in weiterentwickelter Form Standard (und in vielen Ländern auch vorgeschrieben) in allen Automobilen ist, wurde Bohlin mit zahlreichen Preisen ausgezeichnet. 1985 wählte das Deutsche Patentamt den Dreipunkt-Sicherheitsgurt zu einer der acht Erfindungen, die der Menschheit in den vergangenen 100 Jahren den größten Nutzen gebracht haben. 1995 erhielt Bohlin eine Goldmedaille von der Königlich Schwedischen Akademie der Ingenieurwissenschaften. 1999 wurde er in die Automotive Hall of Fame aufgenommen.
1985 trat Bohlin in den Ruhestand und zog sich nach Ramfall in der Nähe von Tranås zurück. Nach einem Schlaganfall im Mai 2002 verstarb er am 26. September 2002 an den Folgen eines Herzinfarktes. An seinem Todestag wurde Bohlin in die National Inventors Hall of Fame in Akron, Ohio aufgenommen. Seine beiden Stiefsöhne Gunnar und Håkan Örnmark, die die Ehrung stellvertretend in den USA entgegennahmen, wurden vor Ort von der Todesnachricht überrascht. Bohlin hinterließ neben seiner Frau Maj-Britt und den beiden Stiefsöhnen drei weitere leibliche Kinder, elf Enkel und einen Urenkel. Im Jahr 2006 wurde Nils Bohlin in die European Automotive Hall of Fame aufgenommen.